# Ara (Aragatsotn)
Pour les articles homonymes, voir Ara.
Ara (en arménien Արա ; anciennement Bazarjik), Arayi ou Aray est une communauté rurale du marz d'Aragatsotn, en Arménie. Elle compte 624 habitants en 2009.